# Bill Northam
Sir William Herbert (Bill) Northam  (Torquay (Verenigd Koninkrijk), 28 september 1905 - Woollahra, 6 september 1988) was een Australisch zeiler.
Northam won tijdens de Olympische Zomerspelen 1964 de gouden medaille in de 5,5 meter klasse. 
Northam werd in 1965 verkozen tot Australian Father of the Year award. In 1965 werd Northam geridderd.

## Olympische Zomerspelen
| Jaar | Plaats | Resultaten       |
| ---- | ------ | ---------------- |
| 1964 | Tokio  | 5,5 meter klasse |

1952: Britton Chance / Michael Schoettle / Edgar White / Sumner White
1956: Hjalmar Karlsson / Sture Stork / Lars Thörn
1960: George O’Day / Jim Hunt / Dave Smith
1964: Bill Northam / Peter O’Donnel / James Sargeant
1968: Jörgen Sundelin / Peter Sundelin / Ulf Sundelin